# Wyzwolenie jest blisko!

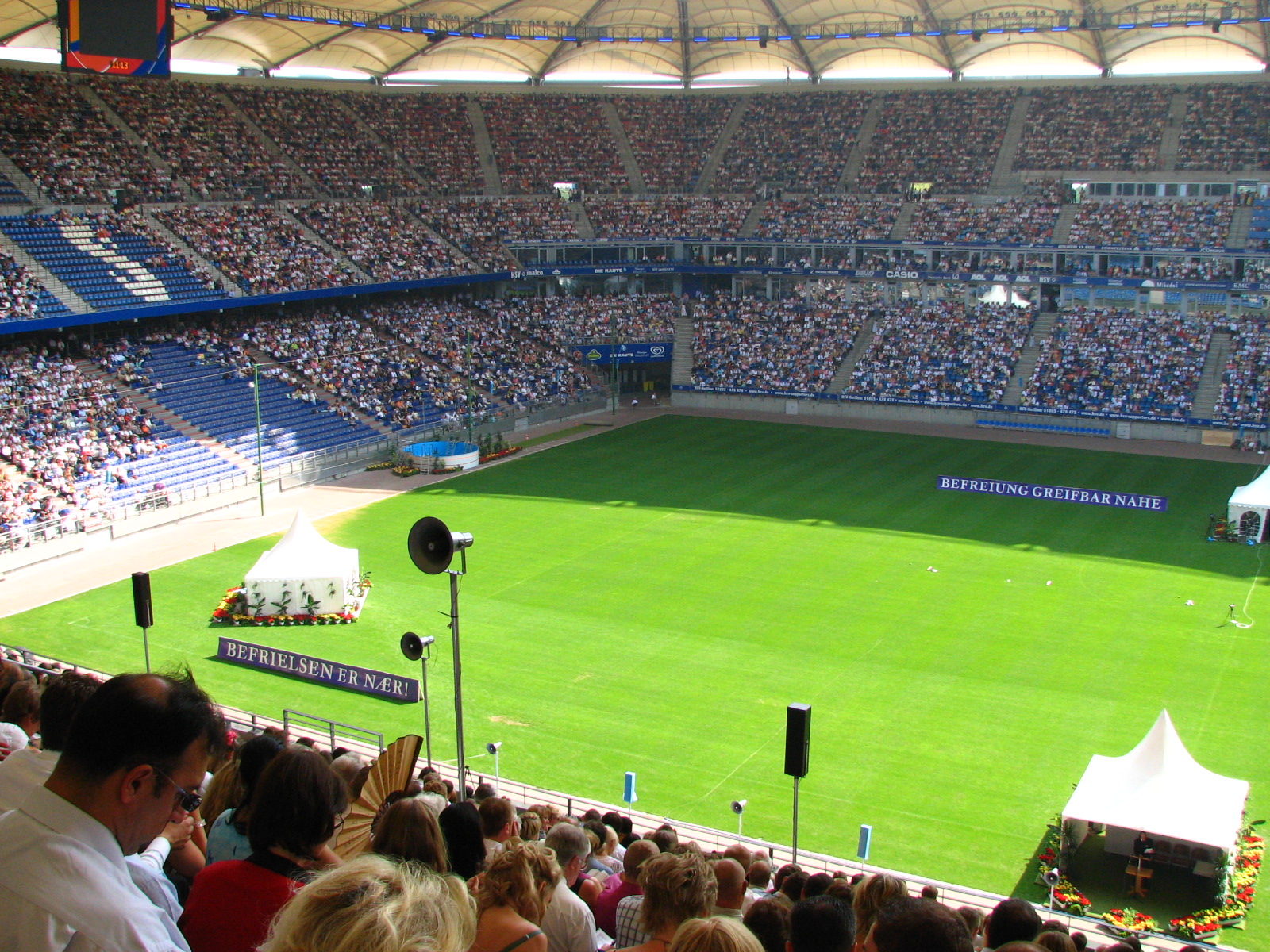
Kongres międzynarodowy (specjalny) (Hamburg)

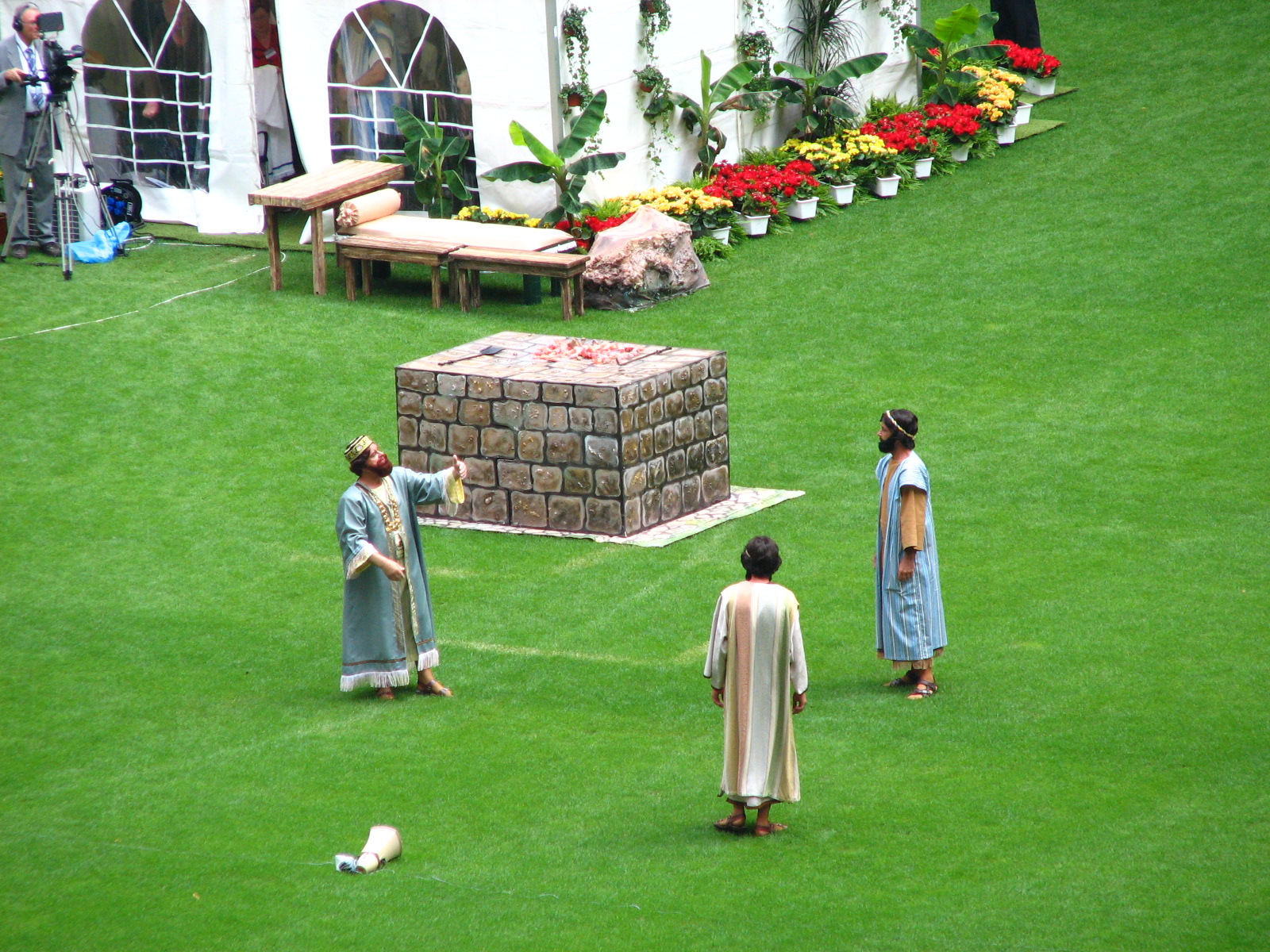
Dramat biblijny (przedstawienie kostiumowe) „Czyjej władzy się podporządkujesz?”...

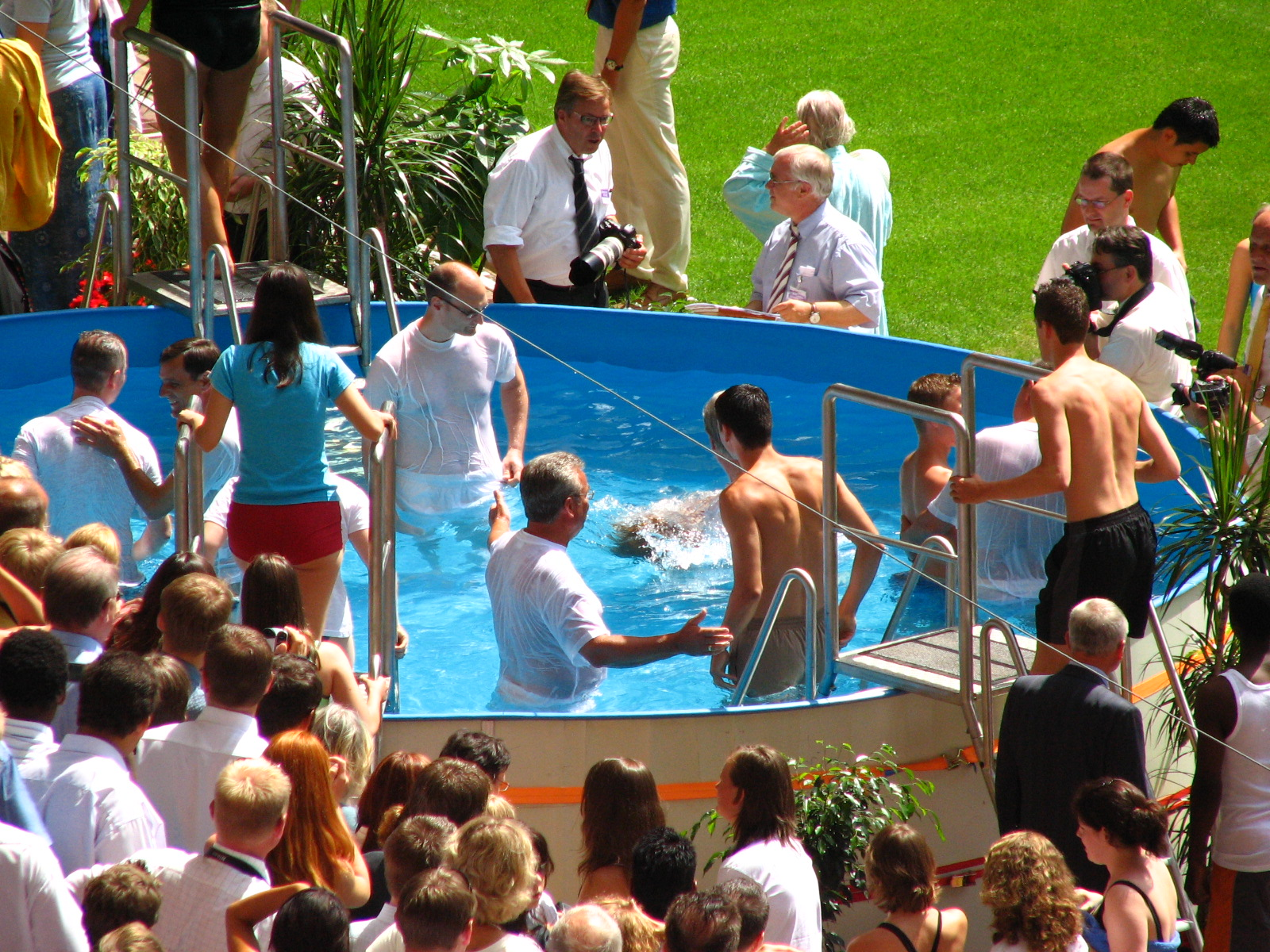
... chrzest...

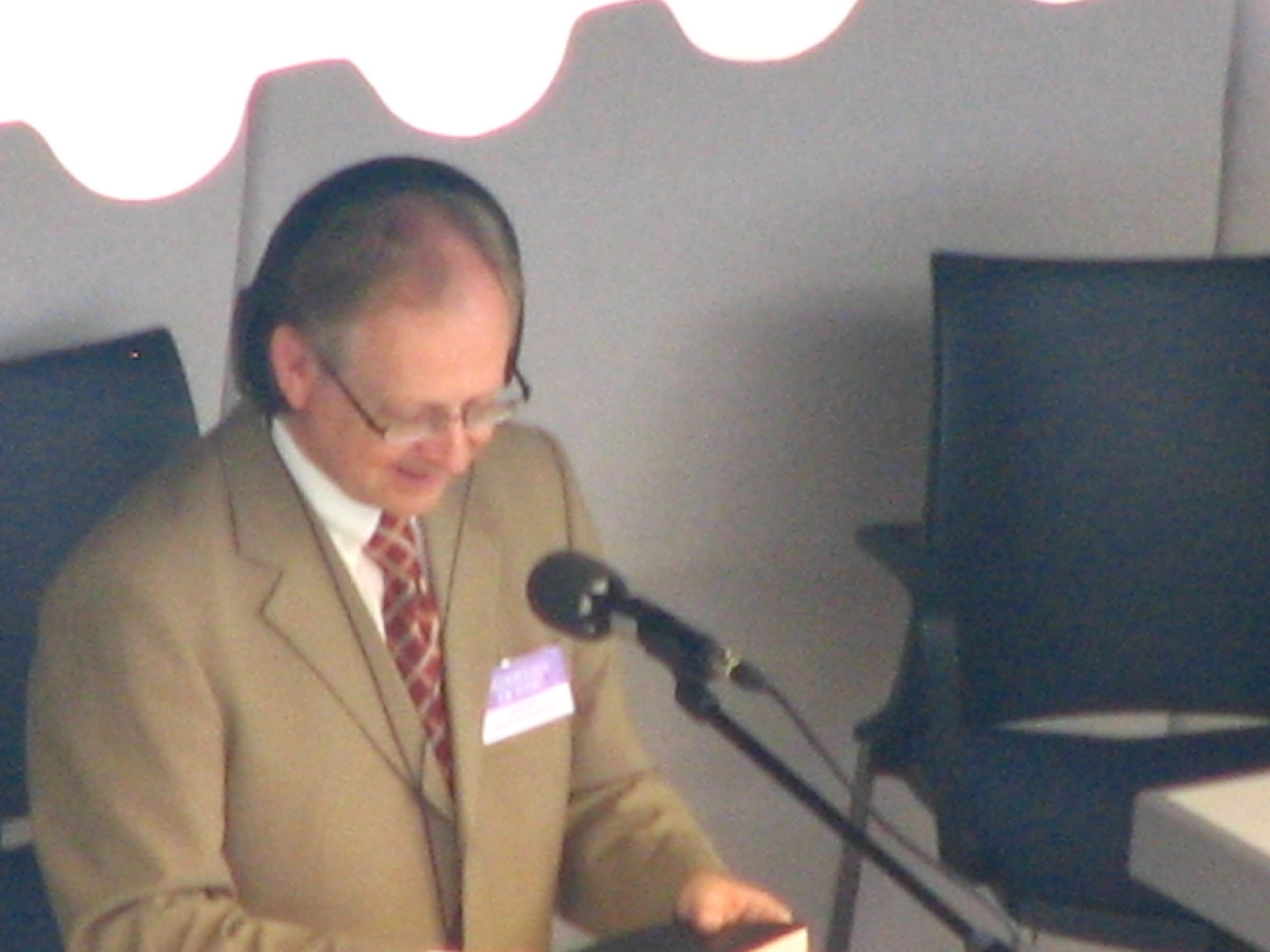
... i tłumacz na kongresie specjalnym w Hamburgu.

Wyzwolenie jest blisko! – ogólnoświatowa seria kongresów (dużych spotkań religijnych) zorganizowanych przez Świadków Jehowy w 155 krajach. Kongresy rozpoczęły się latem 2006 roku na półkuli północnej, a zakończyły na początku 2007 roku na półkuli południowej. W lipcu i sierpniu 2006 roku na dziewięciu kongresach specjalnych obecnych było ponad 313 000 osób.

## Kongresy międzynarodowe (specjalne)

### Kongresy specjalne w Polsce

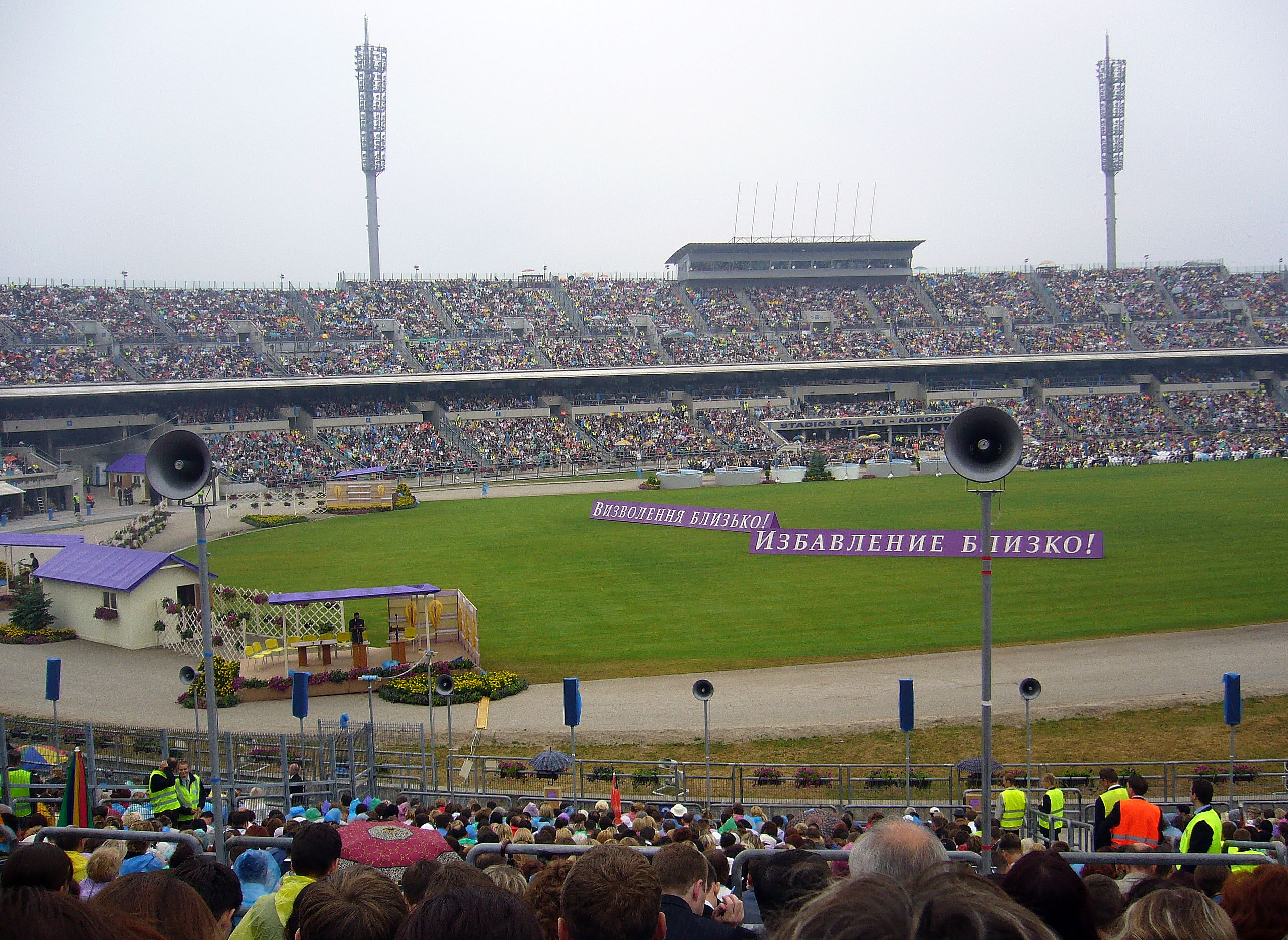
Kongres międzynarodowy pod hasłem „Wyzwolenie jest blisko!” w Chorzowie

W Polsce w ramach serii kongresów odbyły się kongresy specjalne o charakterze międzynarodowym w dniach od 4 do 6 sierpnia 2006 roku w Chorzowie oraz Poznaniu. Uczestnicy pozostałych sześciu kongresów okręgowych w Polsce wysłuchali wystąpień mówców zagranicznych dzięki łączom elektronicznym.

#### Chorzów
Stadion Śląski. Cały program został przedstawiony w językach: polskim, rosyjskim, ukraińskim i polskim języku migowym. Wykładu publicznego pt. Wyzwolenie dzięki Królestwu Bożemu jest blisko wysłuchało ponad 55 tysięcy. Na kongresie byli obecni Świadkowie Jehowy ze Śląska, Zagłębia i Opolszczyzny, Podbeskidzia, Małopolski, Podhala, południowej Kielecczyzny. Zagraniczne delegacje przybyły ze Stanów Zjednoczonych (3 tys.), Rosji (4 tys.), Ukrainy (6 tys.), Mołdawii (850), Litwy (250), Łotwy (250), Estonii (330), Białorusi (730), Kazachstanu (500), Kirgistanu (72), Turkmenistanu (40), Tadżykistanu (50), Uzbekistanu (59), Gruzji (300), Armenii (100), Azerbejdżanu (40) i z innych krajów – łącznie ok. 15 tys. delegatów zagranicznych. Przed kongresem w pracach porządkowych na terenie stadionu wzięło udział ponad 10 tysięcy wolontariuszy.

#### Poznań
Stadion Lecha. Program przedstawiono w językach: polskim, polskim migowym i fińskim. W kongresie uczestniczyli m.in. delegaci ze Stanów Zjednoczonych (2 tys.) i z Finlandii (5 tys.). Liczba obecnych wyniosła 24 805 osób, 286 osób zostało ochrzczonych. Przed kongresem wolontariusze wykonali szereg prac porządkowych.

### Pozostałe kongresy międzynarodowe (specjalne) na świecie

#### Czechy
Praga, Stadion Evžena Rošickiego (28–30 lipca; program w językach: czeskim, czeskim języku migowym, angielskim i rosyjskim). Uczestniczyło w nim 20 000 osób z 19 krajów europejskich i północnoamerykańskich.

#### Niemcy
Dortmund, Westfalenstadion (21–23 lipca; program w językach: niemieckim, arabskim, farsi, hiszpańskim, portugalskim i rosyjskim).
Frankfurt nad Menem, Commerzbank-Arena (21–23 lipca; program w językach: niemieckim, angielskim, francuskim i serbsko-chorwackim). Ogłoszono wydanie w języku chorwackim całego Pisma Świętego w Przekładzie Nowego Świata.
Hamburg, AOL Arena (21–23 lipca; program w językach: niemieckim, duńskim, holenderskim, szwedzkim i tamilskim).
Lipsk, Zentralstadion (21–23 lipca; program w językach: niemieckim, tureckim i chińskim). Obecna była delegacja z Polski.
Monachium, Olympiastadion (21–23 lipca; program w językach: niemieckim, greckim, niemieckim języku migowym i włoskim).

#### Słowacja
Bratysława, Štadión Pasienky (28–30 lipca; program w językach: słowackim, angielskim, węgierskim i słowackim języku migowym). Uczestnicy kongresu na Stadionie Zimowym HK Trebišov w Trebišovie wysłuchali wystąpień mówców zagranicznych dzięki łączom elektronicznym. Oprócz Słowaków przybyli delegaci z Czech, Węgier i Rumunii. Liczba obecnych przekroczyła 10 500 osób, a chrzest na kongresie w Bratysławie przyjęło 126 osób. W dwutygodniowych pracach porządkowych przed kongresem uczestniczyło 1200 wolontariuszy, którzy poświęcili na nie łącznie 6500 godzin.

## Kongresy okręgowe

### Kongresy okręgowe w Polsce
Oprócz kongresów międzynarodowych (specjalnych) odbyły się również równolegle kongresy okręgowe w Bydgoszczy (Stadion Zawiszy, 12 228 obecnych), Gdańsku (Stadion Wybrzeża Gdańsk), Łodzi (Stadion Widzewa Łódź, 12 tys. obecnych), Wałbrzychu (stadion OSiR), Warszawie (Stadion Legii; 18 tys. obecnych, 289 osób zostało ochrzczonych) i Zamościu (Stadion OSiR, około 10 tys. obecnych), a tydzień później dodatkowo w Centrum Kongresowym Świadków Jehowy w Sosnowcu. Na wszystkich kongresach w Polsce (łącznie ze specjalnymi) było obecnych 151 294 osób, a ochrzczono 2037 osób.

### Kongresy okręgowe na świecie

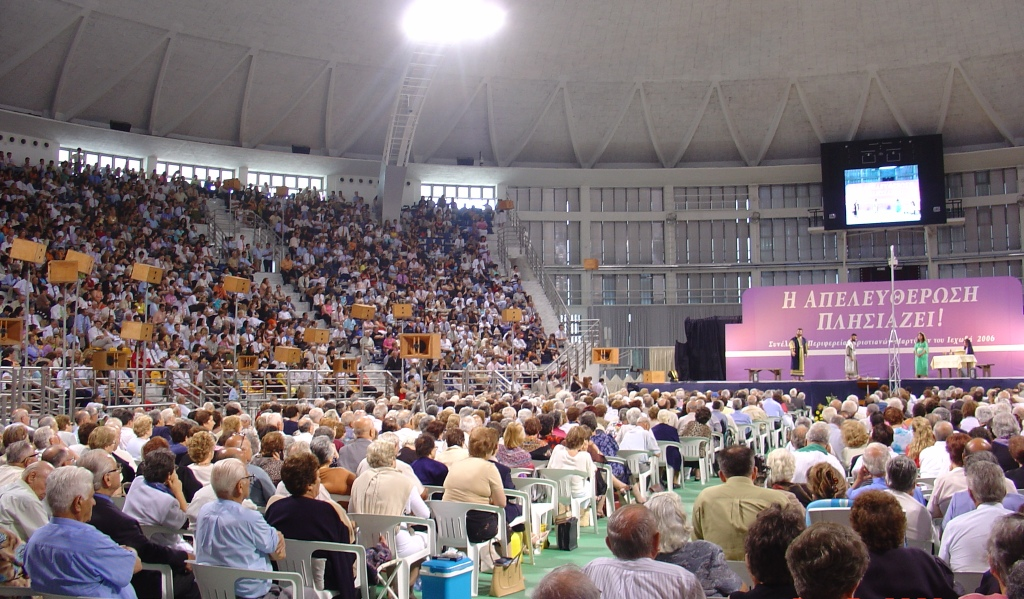
Kongres okręgowy w Salonikach

Na niektórych kongresach okręgowych byli obecni przedstawiciele Ciała Kierowniczego Świadków Jehowy. W Gruzji na sześciu kongresach było obecnych przeszło 17 000 osób, a na kongresie w Tbilisi Geoffrey Jackson, członek Ciała Kierowniczego, ogłosił wydanie w języku gruzińskim całego Pisma Świętego w Przekładzie Nowego Świata. Na kongresie w Skopju w Macedonii Gerrit Lösch ogłosił jego wydanie w języku macedońskim. Na kongresie okręgowym w Moskwie (Stadion Łużniki) było 23 537 obecnych. W Stanach Zjednoczonych zorganizowano 266 kongresów w 73 miastach. Na kongresie w Limassol, po raz pierwszy od 1974 roku mogli spotkać się wszyscy cypryjscy Świadkowie Jehowy (w tym z Cypru Północnego).

## Program kongresu
W programie – w przemówieniach, wywiadach, przedstawieniach (scenkach) – „omówiono sposoby radzenia sobie z problemami życiowymi. Wyjaśniono, jak można je przezwyciężać lub znosić dzięki prostym radom z Pisma Świętego”. Celem kongresu było udzielenie zachęt do zachowania wiary w czasie dni ostatnich i wyczekiwania czasu, gdy cały świat – pod rządami Królestwa Bożego – będzie wolny od wszelkich problemów. Uwypuklił też potrzebę wiecznotrwałego uwolnienia ludzkości od skutków odziedziczonego grzechu i śmierci. Myśl przewodnia programu kongresu oparta była na wersetach z Ewangelii Mateusza 24:3–8; Ewangelii Łukasza 21:28 oraz Listu do Rzymian 6:23.

### Dramat biblijny (przedstawienie kostiumowe)
- Czyjej władzy się podporządkujesz?

### Wykład publiczny
- Wyzwolenie dzięki Królestwu Bożemu jest blisko![10]

## Kampania informacyjna
Zarówno kongresy specjalne, jak i okręgowe poprzedziła trzytygodniowa ogólnoświatowa kampania informacyjna, pierwsza tego rodzaju, polegająca na rozpowszechnianiu specjalnych zaproszeń na kongresy, przeprowadzona została w 155 krajach. Wstęp na kongresy był wolny, również bez zaproszeń.